# شروع اثر دارو
شروع اثر دارو (به انگلیسی: Onset of action) مدت زمانی است که طول می‌کشد تا اثرات دارو پس از مصرف، بروز کنند. با مصرف خوراکی، بسته به داروی مورد نظر، بازه زمانی معمول اثر بین ۲۰ دقیقه تا چندین ساعت متغیر است. تأثیر سایر روش‌های مصرف مانند دود کردن یا تزریق می‌تواند از چند ثانیه تا چند دقیقه طول بکشد. با این حال، تعیین شروع اثر کاملاً به مسیر مصرف بستگی ندارد. چندین عامل دیگر مانند فرمولاسیون دارو، میزان دوز و بیمار دریافت کننده دارو، در شروع اثر داروی خاص تعیین‌کننده هستند.

## عوامل مؤثر بر شروع اثر
اثر دارویی تنها زمانی رخ می‌دهد که کاملاً حل و وارد جریان خون شود. برای اکثر داروهایی که به صورت خوراکی تجویز می‌گردند، دارو باید بلعیده، از معده عبور کند و به روده کوچک، جایی که مولکول‌های دارو از طریق پرزها و میکروویلی‌ها جذب می‌گردند، وارد شود. تعداد کمی از داروها مانند الکل توسط پوشش داخلی معده جذب می‌شوند، بنابراین نسبت به اکثر داروهای خوراکی که در روده کوچک جذشان صورت می‌گیرد، سریع‌تر اثر می‌کنند. زمان تخلیه معده می‌تواند از ۰ تا ۳ ساعت متغیر باشد که این مسئله نقش عمده ای در شروع اثر داروهای خوراکی دارد. هنگام تزریق داخل وریدی، دارو مسیر بسیار کوتاه تری را برای ورود به خون طی می‌کند و بنابر این اثر سریع‌تری دارد؛ این داروها معمولاً در حالت محلول تزریق می‌شود.